# Puente Alto
Puente Alto es una comuna y ciudad de Chile, capital de la provincia de Cordillera, perteneciente a la región Metropolitana de Santiago. Además, forma parte de la conurbación urbana del Gran Santiago, ubicándose en el sector suroriente del área urbana.
De acuerdo al Instituto Nacional de Estadísticas, a través del Censo de 2017, la ciudad posee 568.106 habitantes, lo que la convierte en la comuna más poblada de Chile.
Al norte limita con la comuna de La Florida, al sur con la comuna de Pirque, al este con la comuna de San José de Maipo y al oeste con las comunas de La Pintana y San Bernardo.   

## Historia
Después de 1884, la provincia de Santiago estaba dividida en tres departamentos: Santiago, La Victoria y Melipilla.
En el año 1891 se promulgó la “Ley de Comuna Autónoma”, después de la cual el presidente promulgó el Decreto de Creación de Municipalidades de Chile.
A partir de ese decreto, en el Departamento de La Victoria se crearon en 1891 las municipalidades de Peñaflor, Talagante, Calera de Tango, San José de Maipo y Lo Cañas. El 18 de noviembre de 1892, en este mismo departamento se crearon las municipalidades de Puente Alto y La Granja, con lo que suprime la Municipalidad de Lo Cañas.
Es así como la Municipalidad de Puente Alto, que comprendía las subdelegaciones 12.ª, Puente Nuevo de Pirque, 15.ª, Lo Cañas y 16.ª, El Peral del Departamento de La Victoria, fue creada por Ley el 18 de noviembre de 1892 y promulgada en el Diario Oficial n.º 4376 de 1892.
Según la ley de Comuna Autónoma, las autoridades de la Municipalidad se componían de un mínimo de 9 municipales que podían aumentar proporcionalmente según el número de habitantes, y de 3 alcaldes. De esta forma, las comunas adquirían una serie de atribuciones que les permitían mayor autonomía respecto del Ejecutivo.
En una carta dirigida por la Alcaldía de Puente Alto al Gobernador del Departamento de La Victoria, fechada el 15 de mayo de 1894, se conoce a los primeros alcaldes de la comuna:

“Siendo conveniente que VS conozca la organización de la Municipalidad de Puente Alto para las relaciones entre ella i esa gobernación, tengo el honor de comunicar a VS.que en la primera sesión ordinaria fueron designados como primer alcalde don Carlos Aldunate Solar, como segundo don Victorino Rojas Magallanes y como tercero don Rafael Correa Echagüe.

Lo que manifiesto a VS para los efectos a que haya lugar.
Dios guie a VS”.

El geógrafo chileno Luis Risopatrón lo describe como una ‘aldea’ en su libro Diccionario Jeográfico de Chile en el año 1924:: 220 

Puente Alto (Aldea) 33° 37' 70° 35. Cuenta con servicio de correos, escuelas públicas i estación de ferrocarril i ha recibido el título de villa por decreto de 8 de enero de 1898; se encuentra en la banda N del curso superior del rio Maipo, a 713 m de altitud i a 20 kilómetros al S de la estación de Providencia, de la ciudad de Santiago. Se ha registrado 566,8 mm dé agua caida en 23 dias de lluvias, con 66,2 mm de máxima diaria, en 1921. 63, p. 248 i 261; 68, p. 180; 86, p. 142; 101, p. 443; 104, p. 38 i perfil; i 156.

### Fundación de Puente Alto

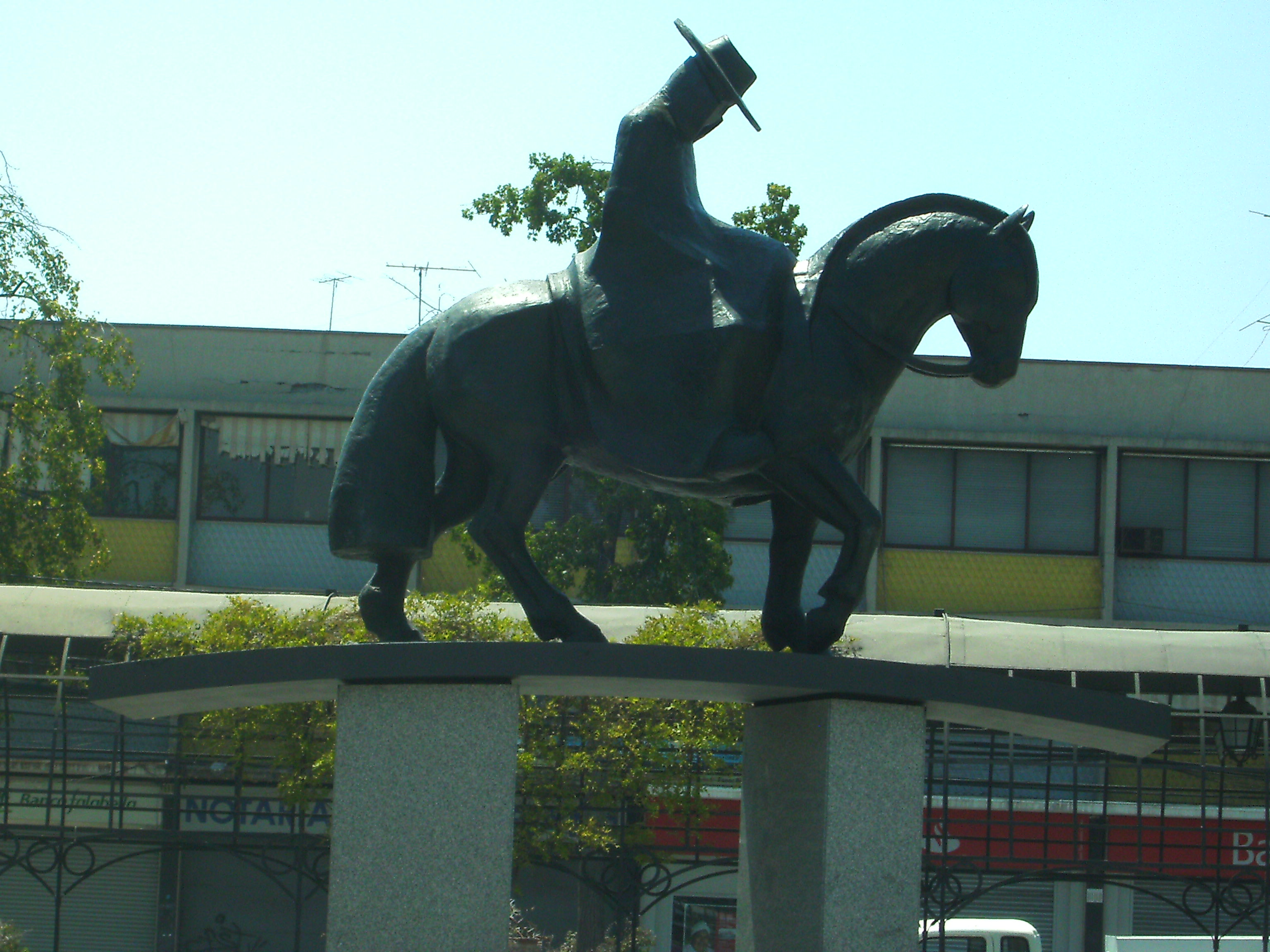
Estatua a Manuel Rodríguez Erdoiza en plaza de Armas de Puente Alto.

La Villa de Puente Alto fue creada por Decreto del 8 de enero de 1898 y el Departamento de Puente Alto fue creado por Ley 12 997 del 3 de septiembre de 1958, segregándose del Departamento de Santiago.
Los límites de la comuna se conocen a partir de una carta dirigida al gobernador del Departamento de La Victoria desde la “Alcaldía de la Municipalidad de Puente Alto”. En este documento, fechado el 15 de mayo de 1894, la alcaldía expone que necesita saber bien los límites de su jurisdicción porque esto no está claro en algunos puntos. Señala que hay algunos fundos en que una de sus partes está bajo una comuna y otra, bajo otra comuna. Finalmente señala que todo esto originará problemas por el cobro de la “contribución agrícola”. Esta carta es firmada por el alcalde Carlos Aldunate. 
Fundada como un pequeño pueblo rural a fines del siglo XIX con el nombre de Las Arañas, fue en sus inicios pionera en las actividades vitivinícolas de la Región Metropolitana, pero debido al aumento y expansión de la ciudad de Santiago, Puente Alto fue creciendo y pasando de ser un pequeño pueblo rural a ser la comuna con mayor población de Chile, superando los 500 000 habitantes.

### Conurbación al Gran Santiago
Puente Alto décadas atrás era considerado un pueblo en las afueras de Santiago, al igual que Maipú y San Bernardo. Sin embargo, el constante crecimiento de Santiago, y en menor grado el de Puente Alto, produjo la unión de ambas ciudades (lo mismo ocurrió con Maipú y San Bernardo).
En el caso de la unión de Santiago con Puente Alto, se produjo por el poblamiento de La Florida. Este ocurrió en la década de los 70 y 80. Cabe mencionar que en La Florida solo existían algunos sectores poblados hasta antes de esa fecha (Walker Martínez, Lo Cañas, un sector de Vicuña Mackenna, entre otros).
En la actualidad podemos distinguir tres sectores para hablar del proceso de conurbación. El primero, se encuentra unido a La Florida desde avenida Concha y Toro hasta la avenida Camilo Henríquez, donde la unión es completa. El 2° sector, ubicado al oriente de la avenida Camilo Henríquez, es separado de La Florida por el cerro Santa Rosa (que a la vez funciona como límite natural). El 3° sector, que corresponde al norponiente, desde avenida Concha y Toro hasta avenida La Serena-4 Oriente, el proceso de conurbación no es completo, solo en algunos sectores se encuentra la unión.

## Medio ambiente

### Geomorfología y componentes abióticos

Trazado simplificado de los ecosistemas y cuerpos de agua presentes en la comuna de Puente Alto.

La comuna de Puente Alto se encuentra emplazada en la unidad geomorfológica de Cuenca de Santiago; y presenta según la clasificación climática de Köppen clima mediterráneo de lluvia invernal (Csb), clima mediterráneo de lluvia invernal de altura (Csb (h)) y clima semiárido de lluvia invernal (BSk (s)). Esta además se halla en la cuenca hidrográfica de río Maipo. Además, la comuna posee diversos cuerpos de agua, entre los que se destacan el río Maipo.

### Componentes bióticos
Dentro del territorio de la comuna se pueden hallar los siguientes ecosistemas:
- Bosque esclerófilo mediterráneo andino donde predominan Kageneckia angustifolia y Guindilia trinervis (Vulnerable)
- Bosque esclerófilo mediterráneo andino donde predominan Quillaja saponaria y Lithrea caustica (Vulnerable)
- Bosque espinoso mediterráneo andino donde predominan Acacia caven y Baccharis paniculata (Vulnerable)

### Medidas de protección ambiental y conflictos socioambientales
Hasta 2022, la comuna de Puente Alto cuenta con las siguientes zonas que poseen algún nivel de protección ambiental:
- Contrafuerte Cordillerano (Sitios ERB)[12]
- El Morado (Sitios Ley 19.300)[13]

## Demografía
De acuerdo al Instituto Nacional de Estadísticas, a través del Censo de 2017 la ciudad posee 568.106 habitantes, lo que la convierte en la comuna más poblada de Chile.
Según el censo de 2002, la comuna contaba con 492.915 habitantes lo que la convertía en la comuna más poblada de Chile.
Según el censo de 1992, la comuna tenía 254.673 habitantes, lo que significa un explosivo incremento del 93,5% para el decenio. Esto se debió principalmente a la política de viviendas sociales construidas en la comuna desde los años 1980 en adelante. En la comuna habitan mayoritariamente personas ligadas a la clase media, aunque también posee importante presencia de pobreza, ubicados en su mayoría en el sector de Bajos de Mena, en la zona sur poniente de la comuna, mientras que los sectores medios se concentran principalmente en la zona céntrica y precordillerana.[cita requerida]

### Barrios
- Barrio Cívico de Puente Alto
- Sector Bajos de Mena
- Villa Colinas de Chayavientos
- Villa Alfredo Guzmán Stewart I, II y III
- Villa Granjas Antiguas
- Villa Las Caletas I
- Villa Las Caletas II
- Villa Las Caletas III
- Ciudad del Sol
- Casas Viejas
- Villa San Alberto de Casas Viejas
- Parque San Francisco I, II y III
- Población Santa Gabriela
- Población Santa Elvira
- Villa Nocedal
- Villa Nocedal 2
- Villa Nocedal 3
- Población San Gerónimo
- Población Marta Brunet
- Población Bajos de Mena
- Población Carol Urzúa
- Población Nonato Coo III
- Villa Cerrito Arriba
- Villa El Refuguio 1
- Villa El Refuguio 2
- Villa Los Prados
- Villa El Alba
- Villa San Carlos
- Villa Las Acacias
- Villa Lo Tocornal
- Villa Los Aromos
- Villa Los productores I y II
- Villa San Pablo y San Pedro
- Villa Horizonte
- Villa San José De Las Claras
- Villa Santa Catalina
- Villa Los Álamos
- Villa Los Naranjos
- Villa Los Toros
- Villa Lomas Oriente
- Villa La Foresta
- Villa La Primavera
- Villa Chiloé
- Villa Andes del Sur
- Villa El Volcán I y II
- Villa El Caleuche
- Villa España
- Villa España 2
- Villa España 3
- Villa Pedro Lira
- Conjunto Portezuelo
- Conjunto Ciudad del Este
- Portal del Parque
- Villa El Tranque
- Villa Puente Alto
- Hacienda El Peñón
- Hacienda Los Conquistadores
- Barrio Terrandina
- Jardines de Vizcachas (compuesto por condominios 3, 4, 5, 6, Barrio Inglés y Casas Mediterráneas)

## Administración

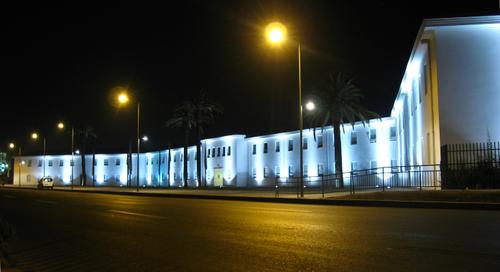
Municipalidad de Puente Alto.

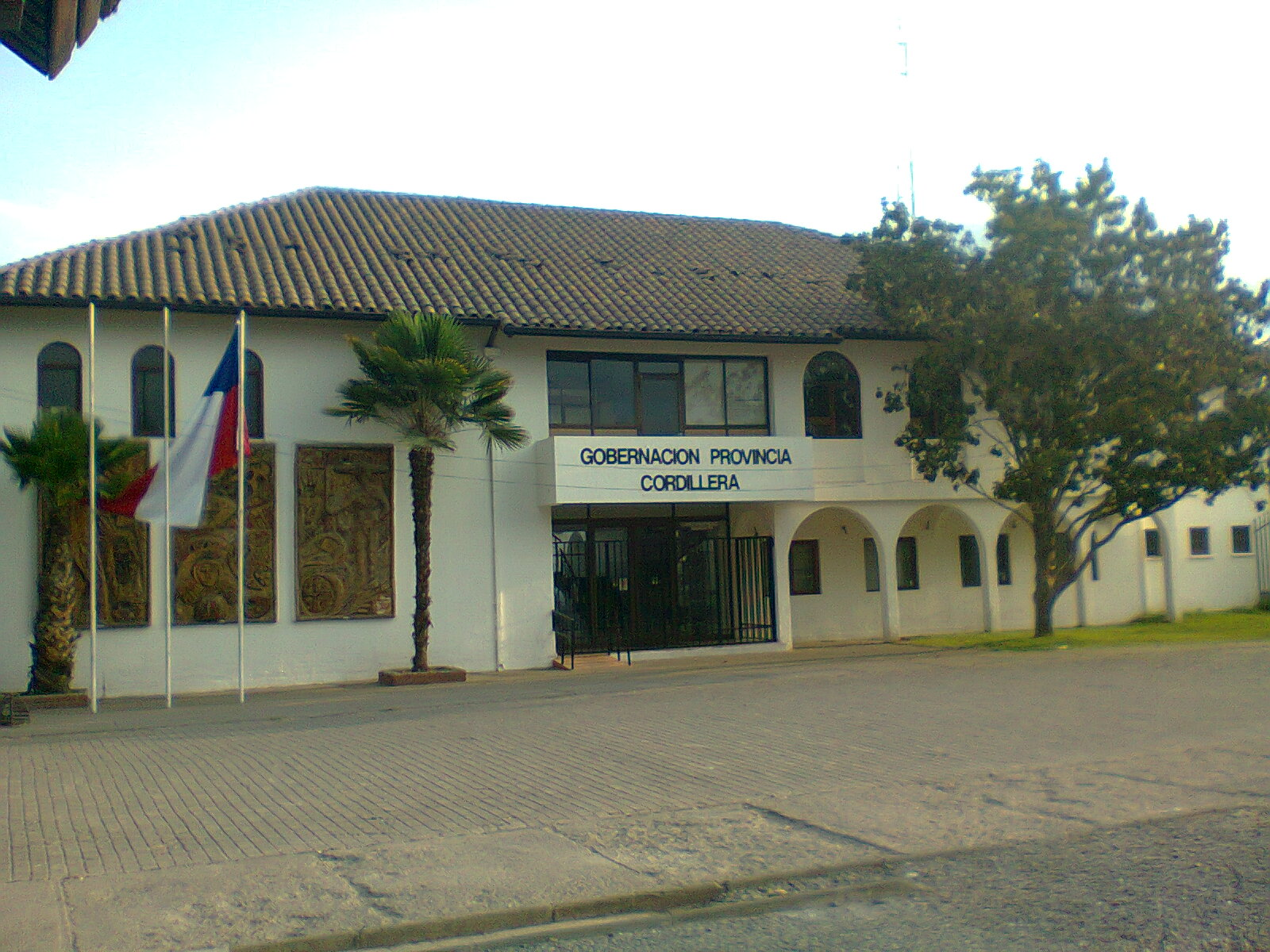
Gobernación de la provincia de Cordillera.

### Municipalidad
La Municipalidad de Puente Alto es dirigida en el periodo 2024-2028 por el alcalde Matías Toledo Herrera (Ind.), quien es asesorado por los concejales:
- Oliver Mellado Rodríguez (RN)
- Andrés Codina Powers (Ind./RN)
- Tatiana Campos Contreras (RN)
- Víctor Manuel Castro Fredes (REP)
- Macarena Gárate González (PS)
- Pola Montoya Videla (PEV)
- Constanza Meneares Gutiérrez (FA)
- Carolina García Fuente (PH)
- Denisse Hermosilla Carvallo (PC)

### Representación parlamentaria
Puente Alto integra el distrito electoral N.º 12 y pertenece a la a la 7.ª circunscripción senatorial (Región Metropolitana). Es representada en la Cámara de Diputados del Congreso Nacional por los siguientes diputados en el periodo 2022-2026:
- Ximena Ossandón Irarrázabal (RN)
- Álvaro Carter Fernández (Ind/Chile Vamos)
- Daniela Serrano (PCCh)
- Ana María Gazmuri (AH)
- Pamela Jiles Moreno (Ind/PH)
- Mónica Arce Castro (Ind/PH)
- Hernán Palma Pérez (PH)

A su vez, en el Senado la representan Fabiola Campillai Rojas (Ind), Claudia Pascual (PCCh), Luciano Cruz Coke (EVOP), Manuel José Ossandon (RN) y Rojo Edwards (PRCh) en el periodo 2022-2030.

## Economía
En 2018, la cantidad de empresas registradas en Puente Alto fue de 7.044. El Índice de Complejidad Económica (ECI) en el mismo año fue de 2,43, mientras que las actividades económicas con mayor índice de Ventaja Comparativa Revelada (RCA) fueron Venta al por Mayor de Productos Pecuarios, Lanas, Pieles, Cueros sin Procesar, excepto Alimentos (31,31), Farmacias pertenecientes a Cadena de Establecimientos (28,41) y Fabricación de Otros Productos Minerales no Metálicos (25,18).

## Lugares de interés

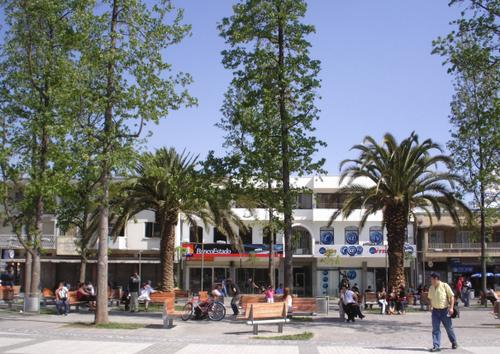
Plaza de Puente Alto, 2007.

### Plaza de Armas Manuel Rodríguez
Área verde formada junto con el establecimiento del antiguo Pueblo de Las Arañas, en 1892. Fue remodelada en 2005 por la llegada del Metro de Santiago. Posee un monumento a Manuel Rodríguez Erdoíza.

### Colegio Domingo Matte Mesías
Escuela fundada por Domingo Tocornal Matte y Mercedes Matte Pérez de Mackenna en 1934, siendo uno de los establecimientos educacionales más antiguos de la comuna, y a la vez, uno de los más grandes. La idea de Tocornal y Matte fue formar un colegio católico sin fines de lucro y, para ello, donaron parte de su patrimonio familiar. La misión de la institución es "favorecer el desarrollo espiritual, ético, moral, afectivo, intelectual, artístico, físico y social de los alumnos para que, junto a la comunidad, se comprometan libremente a buscar, descubrir, comunicar y conservar la verdad".
En 1935, los Hermanos de La Salle se hicieron cargo del colegio, y permenecieron en él hasta 1973. En 1997, se vinculó a la Vicaría de La Educación.

### Cerro Las Cabras de San Miguel
Está ubicado en el barrio Bajos de Mena, al suroeste de la comuna. Tiene una superficie de veintiuna hectáreas, una altitud de mil treinta y un metros sobre el nivel del mar y alta presencia de vegetación nativa, pero solamente entre el diez y el veinte por ciento de su superficie se encuentra arborizada. Presenta un tratamiento de borde inadecuado, además de altos niveles de basura, por lo que es un foco de contaminación e inseguridad. En su talud oriental, existe una zona de extracción de áridos que pertenece a la Minera Rosario y que limita con el Acceso Sur a Santiago.
Se le dio la categoría de parque intercomunal, pero dicho rótulo caducó oficialmente por no crearse en él un área verde. En 2014, la Municipalidad de Puente Alto lo inscribió en un concurso organizado por la Intendencia Metropolitana de Santiago, en cuyo ganador se construiría un nuevo parque urbano. Participaron otros tres terrenos elevados de la conurbación y el elegido fue el cerro Chena de la comuna de San Bernardo.

### Nuevo Hospital Provincia Cordillera
Está en etapa de construcción el nuevo y moderno Hospital Provincia Cordillera, para mejorar la atención y cobertura en salubridad general, para todos los habitantes de esta populosa comuna. Se ubica en avenida Eyzaguirre junto a la Autopista Acceso Sur, en el sector surponiente de la comuna, cercano a Bajos de Mena. Su primera fase fue inaugurada en 2017.

## Transporte
En el año 2001, Puente Alto fue elegida como la comuna que sería beneficiada por el Metro de Santiago por ser la comuna más poblada en ese entonces, superando a Maipú. En el año 2005 se pusieron las estaciones a disposición del público.
Puente Alto actualmente cuenta con 5 estaciones de la Línea 4 del Metro de Santiago:
- : Elisa Correa • Hospital Sótero del Río • Protectora de la Infancia • Las Mercedes • Plaza de Puente Alto

Además, se está planificando la construcción de la nueva línea Línea 8 del Metro de Santiago para el año 2032, la cual conectaría a las comunas de Providencia y Puente Alto, en 25 minutos vía avenida La Florida y su extensión avenida Camilo Henríquez. 
- : Portales • Mall Plaza Tobalaba

También se anunció en 2018 la extensión de la Línea 4 en Puente Alto, considerando 3 nuevas estaciones para la comuna en el sector de Bajos de Mena. Sin embargo, en agosto de 2023 se anunció que dichas estaciones formarían parte de una extensión de la futura Línea 9, y que esta última combinará con la Línea 4 en Plaza de Puente Alto, siendo estación terminal para ambas líneas.
- : Eyzaguirre • Juanita • Ejército • Plaza de Puente Alto

Puente Alto contaba con una zona propia del Transantiago debido a su gran tamaño. Esta era la Zona F de dicho sistema de transporte.

## Medios de comunicación
Prensa Escrita
En Puente Alto se edita el periódico Puente Alto al Día, que circula los días miércoles y sábado en la comuna, además de San José de Maipo, Pirque y La Pintana.
Medios digitales
Además, existen otros medios de comunicación con soporte electrónico como el periódico digital Portal Puente Alto que publica noticias locales a diario y semanalmente destaca a emprendedores, músicos y cultura propia de la comuna.
Radioemisoras
• Radio Imagen. 106.5 FM
• Radio Puente Alto. 107.5 FM
• Radio Exclusiva. 102.9 FM

## Personajes nacidos en Puente Alto
- Luis Mena, futbolista hijo ilustre de la comuna de Puente Alto 2009.
- Patricio Achurra, actor y exalcalde de Paine (2004 - 2008).
- Osvaldo Andrade Lara, político y exministro del Trabajo de la presidenta Michelle Bachelet.
- María Soledad Alvear Valenzuela, senadora, exministra de Justicia y de RREE, expresidenta del Partido Demócrata Cristiano (PDC).
- Leopoldo Pérez, diputado del distrito electoral N.º 29. Partido Renovación Nacional.
- Charles Aránguiz, futbolista.
- Carlos Tejos, periodista, académico y figura de televisión.
- Loreto Aravena, actriz.